# Laforêt
Laforêt is een dorpje in de Belgische provincie Namen en een deelgemeente van Vresse-sur-Semois. Het dorp ligt aan de Semois. Laforêt werd in 1965 bij de gemeente Vresse aangehecht. Het dorpje staat op de lijst van Les Plus Beaux Villages de Wallonie.

## Demografische ontwikkeling
- Bronnen:NIS, Opm:1831 tot en met 1961=volkstellingen

## Bezienswaardigheden
- De Église Sainte-Agathe uit 1778
- In het dorp staan een paar beschermde huizen
- Enkele drinkplaatsen en hun omgeving zijn geklasseerd

## Galerij

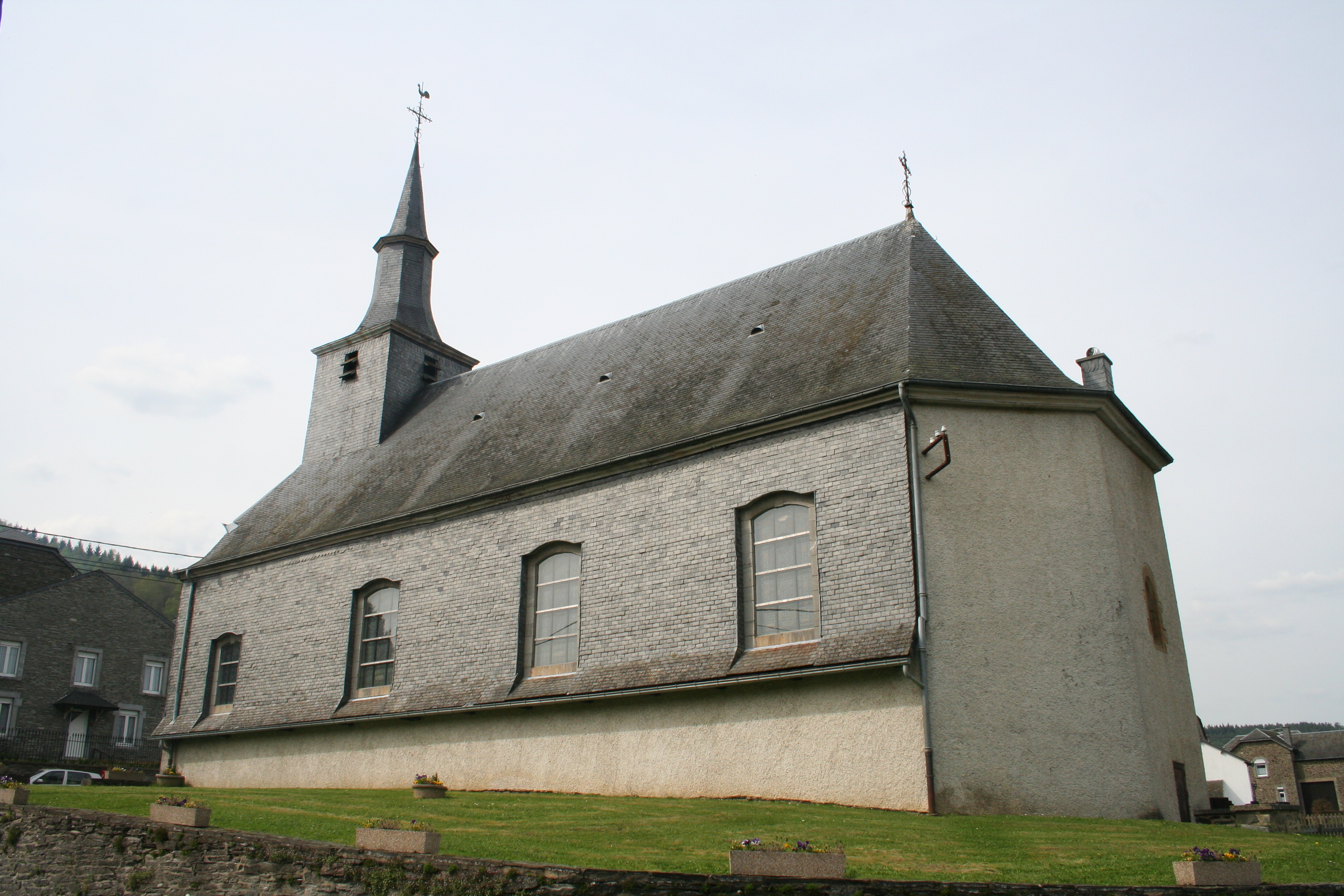
De Église Sainte-Agathe
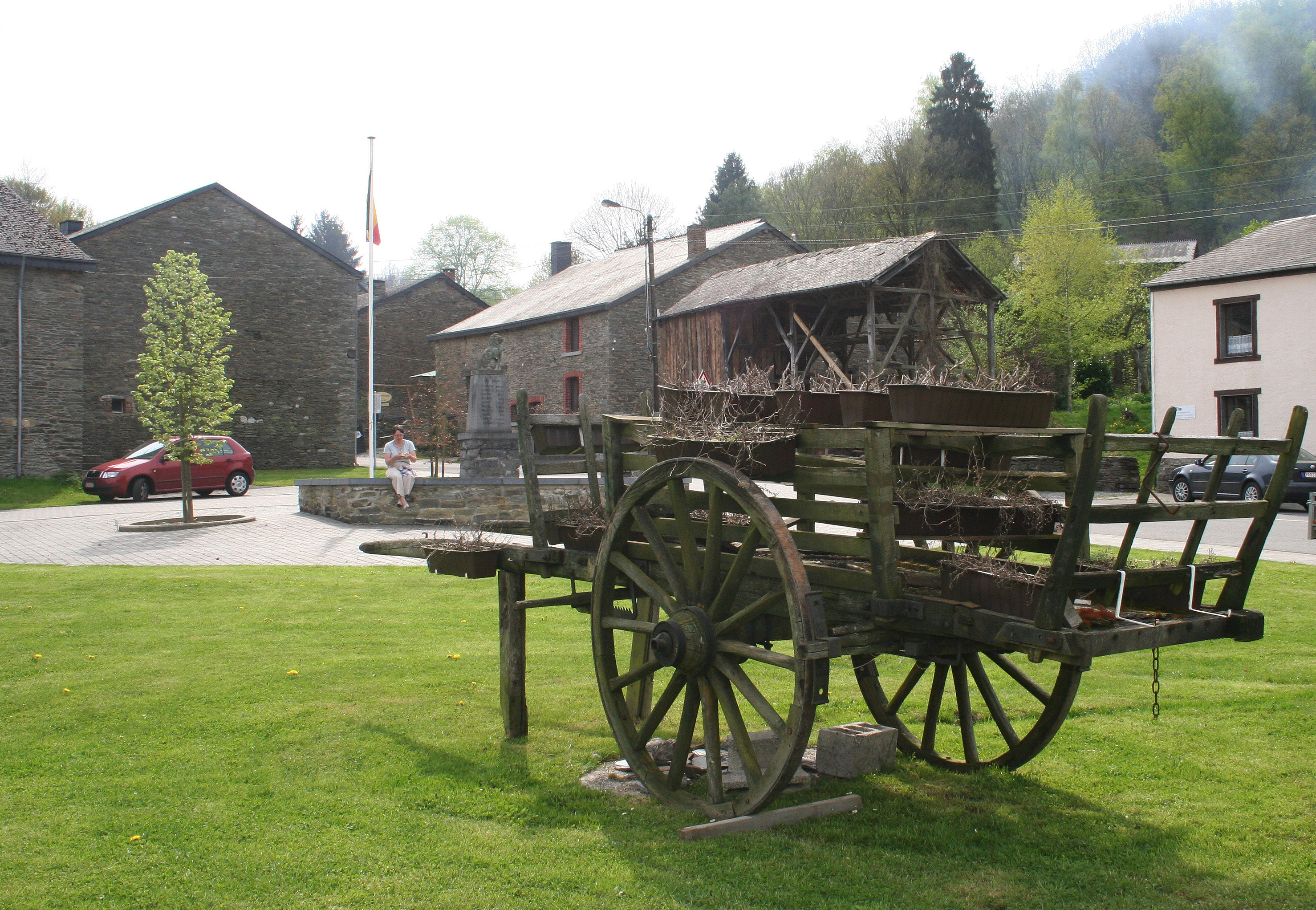
Dorpscentrum van Laforêt
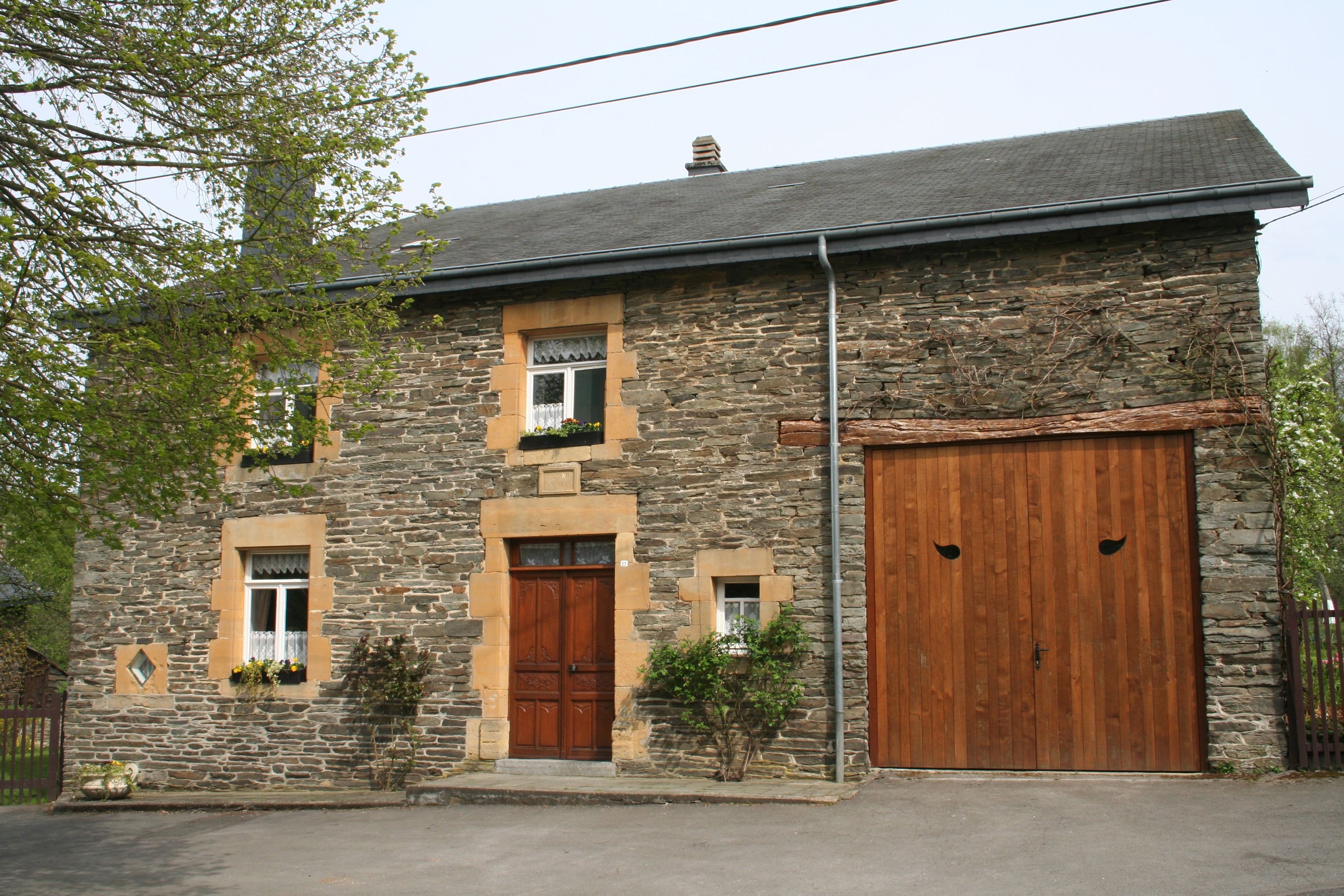

Deelgemeenten: Alle · Bagimont · Bohan · Chairière · Laforêt · Membre · Mouzaive · Nafraiture · Orchimont · Pussemange · Sugny · Vresse

Overige kern: Hérisson

Belgische gemeenten · arrondissement Dinant · provincie Namen · Wallonië